# Messier 110
Messier 110 sau M110, cunoscută și ca NGC 205, este o galaxie eliptică, pitică de tip dE6, aparținând Grupului Local, fiind satelit al Galaxiei Andromeda. 

## Istoric
M110 a fost descoperită de Charles Messier, în timp ce acesta efectua observații asupra galaxiei Andromeda.   Galaxia a fost apoi redescoperită independent de astronoma Caroline Herschel pe 27 august 1783; fratele ei William Herschel a prezentat descoperirea ei în 1784/1785.  Inițial Galaxia nu a fost inclusă în catalogul Messier, fiind adăugată abia în 1966 de Kenneth Glyn Jones.  M110 este deci ultimul obiect adăugat la acest catalog.
În 1999, Johnson și Modjaz descoperă o supernovă în M110.

## Informații generale
Este situată la vreo 2,7 milioane de ani-lumină (830 kpc) de Soare, în constelația Andromeda. Ea nu conține a priori o gaură neagră supermasivă, limita superioară a masei unui eventual obiect compact în centrul său fiind estimat la 38.000 de mase solare cu un interval de încredere de 3σ, Relația M-sigma dând o limită de mai mult de un milion de mase solare.
Mediul interstelar al galaxiei M110 conține cantități neneglijabile de gaz molecular și ioniozat cât și praf., ceea ce este neobișnuit pentru acest tip de galaxie. În plus, are un moment unghiular net non n, contrar stelelor care constituie această galaxie, ceea ce înseamnă că stelele galaxiei M110 urmează traiectorii orientate aleatoriu, în timp ce mulțimea componentelor mediului interstelar este animată de o mișcare de rotație de ansamblu.
Mai multe roiuri globulare au fost detectate în galaxie, care sunt toate constituite din stele bătrâne de slabă metalicitate, cu excepția unuia singur, situat aproape de centrul galaxiei, care conține stele albastre sensibil mai tinere și bogate în elemente grele..

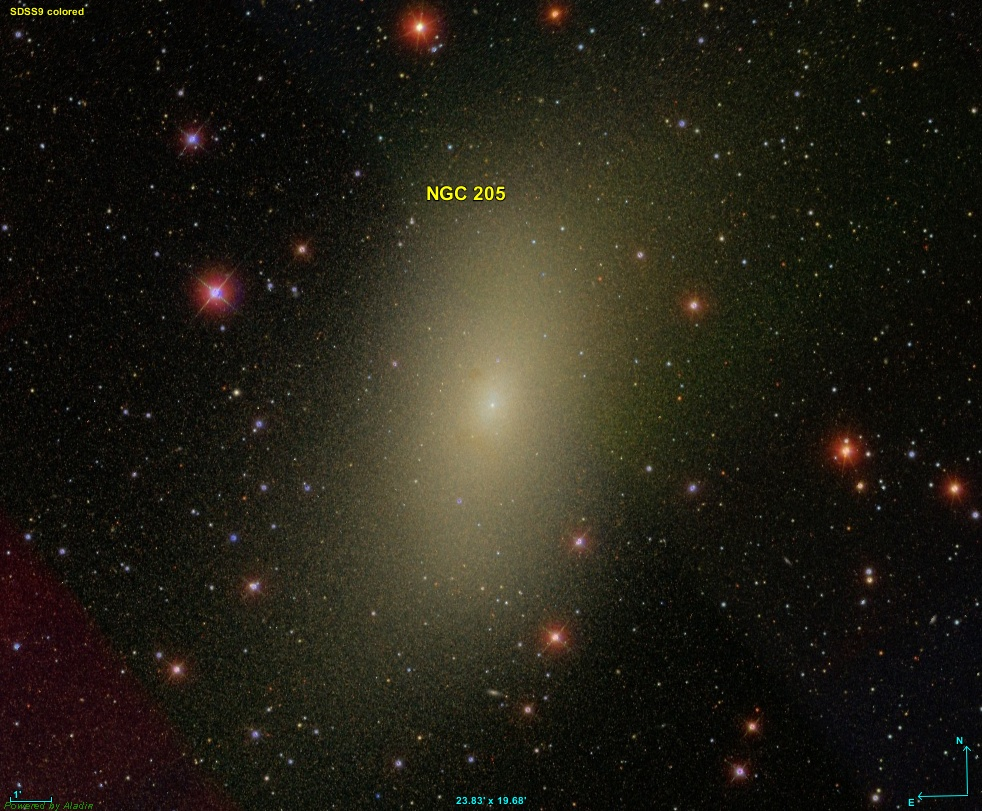
Galaxia eliptică Messier 110 / NGC 205

M110 este membru al Grupului Local de galaxii. La fel ca și galaxia M32, ea orbitează în jurul galaxiei Andromeda și este situată pentru un observator terestru la nord-vest de aceasta.
Mai multe roiuri globulare au fost detectate în interiorul ei, care sunt toate constituite din stele bătrâne de o slabă metalicitate, cu excepția unuia, situat aproape de centrul galaxiei și care conține stele albastre sensibil mai tinere și bogate în elemente grele..